# استریکنین
استریکنین، سمی بسیار قوی، بی‌رنگ، بی‌بو و آلکالوئیدی کریستالی است که به عنوان آفت‌کش، به‌خصوص برای کشتن مهره‌داران کوچک مانند پرندگان و جوندگان استفاده می‌شود. استریکنین پس از خورده شدن، استنشاق، یا جذب از طریق چشم‌ها یا مخاط دهان، باعث مسمومیت شیمیایی، تشنج عضلانی و در نهایت مرگ از طریق خفگی یا اختناق می‌شود. در گذشته، پزشکان از مقادیر ناچیز این ماده، به‌منظور افزایش انقباض عضلانی مثلاً برای القاء انقباض در ماهیچه قلبی استفاده می‌کردند. رایج‌ترین منبع استخراج استریکنین، دانه درخت کچوله است.

## تاریخچه
برای اولین بار در سال ۱۷۵۳ آلکالوئید استریکنین در گیاهان خانواده دم‌موشیان و سردهٔ گل‌سپاسی‌سانان توسط کارل لینه شناسایی شد. این سرده از گیاهان دارای گونه‌های متعددی است که شامل ۱۹۶ گونه می‌شود. در مناطق گرم آسیا (۵۸ گونه)، در قاره آمریکا (۶۴ گونه) و در آفریقا (۷۵ گونه)، از این گیاه وجود دارد. دانه‌ها و پوست بسیاری از این گیاهان حاوی سم قدرتمند و کشنده استرکنین است.

## مکانیسم اثر
این ماده یک نوروتوکسین است و به‌عنوان آنتاگونیست گیرنده گلیسین و گیرنده استیل‌کولین در دستگاه عصبی خودمختار عمل می‌کند. گلایسین در مغز یک میانجی تحریکی و در نخاع نقش مهاری دارد. با بی‌اثر کردن این میانجی، هدایت پیام‌های عصبی غیرقابل کنترل می‌شود و ایجاد تشنج عضلانی می‌کند، مهار استیل‌کولین در بخش‌های مختلف دستگاه عصبی مرکزی، فلج عضلات را تشدید می‌کند. عامل اصلی مرگ ناشی از این ماده، به فلج عضلات تنفسی بر می‌گردد هرچند اثرات مختلف عضلانی و سمیت عصبی و کبدی نیز می‌توانند عامل مرگ باشند.

## سمیت
استریکنین سمیت بسیار بالایی در انسان و جانوران دارد. دوز کشنده این سم در صورت مصرف خوراکی توسط یک انسان بالغ، ۳۰ تا ۱۲۰ میلی‌گرم است. همچنین متوسط دوز کشندهٔ این ماده در موش صحرایی، معادل ۱۶ میلی‌گرم و در موش‌ها معادل ۲ میلی‌گرم به‌ازای هر کیلوگرم از وزن آن‌هاست.
حداقل دوز کشنده استریکنین در انسان، به‌طور تقریبی و در افراد مختلف، در جدول زیر، ارائه شده است.
| حداقل دوز کشندهٔ استریکنین در انسان | حداقل دوز کشندهٔ استریکنین در انسان | حداقل دوز کشندهٔ استریکنین در انسان |
|                                    | روش مصرف                           | مقدار مصرف (میلی‌گرم)               |
| ---------------------------------- | ---------------------------------- | ---------------------------------- |
| انسان                              | خوراکی                             | ۱۰۰–۱۲۰                            |
| انسان                              | خوراکی                             | ۳۰–۶۰                              |
| انسان (کودک)                       | خوراکی                             | ۱۵                                 |
| انسان (بزرگسال)                    | خوراکی                             | ۵۰–۱۰۰                             |
| انسان (بزرگسال)                    | خوراکی                             | ۳۰–۱۰۰                             |
| انسان                              | تزریق وریدی                        | ۵–۱۰ (تقریبی)                      |

## درمان
تاکنون پادزهری ویژهٔ مسمومیت با استریکنین، شناسایی نشده. در بیشتر موارد فرد مسموم فوت می‌کند و فرصت مداوای وی وجود ندارد اما در صورتی که بیمار به‌مدت ۶ تا ۱۲ ساعت پس از مصرف سم، زنده بماند، امکان درمان و نجات بیمار وجود دارد.
درمان مسمومیت با این سم عموماً حمایتی است و شامل کنترل علائم حیاتی، کنترل مسیر تنفسی بیمار، کنترل تشنج و اسپاسم عضلانی و تنفس مکانیکی و انجام دیالیز، در مواقعی که کلیه‌ها دچار مشکل شده‌اند. مصرف خوراکی کربن فعال به‌منظور جذب سطحی سم و کاهش میزان استریکنین آزاد و فعال در بدن مناسب است. خارج کردن سم از لوله گوارش بیمار، از طریق شست‌وشوی معده با همراهی تانیک اسید و پتاسیم پرمنگنات نیز انجام می‌شود.
به منظور مقابله با تشنج‌ها، داروهای ضد تشنج از قبیل فنوباربیتال‌ها یا دیازپام به همراه شل‌کننده‌های عضلات مانند دانترولین برای مقابله با انقباض و سِفت شدن عضلات نیز تجویز می‌شوند.

## نیمه‌عمر
نیمه عمر بیولوژیکی استرکنین در حدود ۱۰ ساعت است. این نیمه عمر نشان می‌دهد که حتی در موارد مصرف جزئی آن نیز علاوه بر مسمومیت عصبی عملکرد طبیعی کبد نیز دچار اختلال شده و مسمومیت شدیدی بروز می‌نماید.

## واژه‌نامه
1. ↑  Strychnine